# Astragalus paucijugus
Astragalus paucijugus är en ärtväxtart som beskrevs av Alexander Gustav von Schrenk. Astragalus paucijugus ingår i släktet vedlar, och familjen ärtväxter. Inga underarter finns listade i Catalogue of Life.